# Tempelriddernes skat
Tempelriddernes skat er en dansk film fra 2006, instrueret af Kasper Barfoed efter manuskript af Philip LaZebenik.
Filmen er den første i serien om Tempelriddernes skat, og den blev fulgt op af Tempelriddernes skat II – stormesterens hemmelighed (2007) og Tempelriddernes skat III – mysteriet om slangekronen (2008).

## Handling
Katrine, Nis, Mathias og Fie udfordrer et ondt, hemmeligt broderskab (Det Sorte Broderskab), der den dag i dag prøver at få fingrene i en gammel, meget værdifuld skat på Bornholm (Pagtens Ark). Da Tempelridderne byggede rundkirkerne var det ikke kun for at beskytte og betjene øen og dens beboere… Den vilde og farlige skattejagt udføres af fire frygtløse børn forfulgt af mørkemænd og skurke.

## Medvirkende
- Julie Grundtvig Wester (Katrine)
- Christian Heldbo Wienberg (Nis)
- Nicklas Svale Andersen (Mathias)
- Frederikke Thomassen (Fie, Nis' lillesøster)
- Peter Gantzler (Christian, Katrines far)
- Ulf Pilgaard (Johannes, Præst, Tempelriddernes stormester)
- Kurt Ravn (Erik Isaksen, Det Sorte Broderskabs leder)
- Birgitte Simonsen (Nis' mor)
- Bent Conradi (graver)
- Søren Steen (postbud)
- Jarl Forsman (bondemand)